# Шехтер, Сара
Сара Шехтер (англ. Sarah Schechter) — первая женщина-раввин в Военно-воздушных силах США. Она присоединилась к ВВС в качестве кандидата в капелланы и стала капелланом, когда была рукоположена в сан реформистского раввина в 2003 году. Её отец был капелланом ВВС в 1960 году.
Она выросла на Манхэттене и решила пойти в армию сразу после терактов 11 сентября, позвонив 12 сентября вербовщику. Её дочь Яэль Эмуна родилась во время её военной службы.
В 2013 году она стала еврейским капелланом 11-го крыла на объёдиненной базе Эндрюс, штат Мэриленд, и была представлена в разделе капелланов на веб-сайте ВВС. 
Она написала статью «Личные размышления: раввин в армии», которая появилась в книге «Священное призвание: четыре десятилетия женщин в раввинате», опубликованной в 2016 году.